# رئيس مجلس الشيوخ الباكستاني
رئيس مجلس الشيوخ (بالأردوية: صدر ایوانِ بالا)‏، هو رئيس مجلس الشيوخ الباكستاني. وفقاً للدستور الباكستاني، فإن الرئيس هو المسؤول الرسمي ويجب على مجلس الشيوخ اختيار الرئيس ونائب الرئيس لفترة زمنية مدتها ثلاث سنوات.
أثناء غياب رئيس الدولة، يتولى رئيس مجلس الشيوخ مهام الرئاسة؛ وفي حالة غياب رئيس مجلس الشيوخ، يتولى مهام الرئاسة عادة رئيس المجلس الوطني. يُعتبر رئيس مجلس الشيوخ هو الثاني في سلسلة خلافة رئيس باكستان، قبل رئيس المجلس الوطني.
كان أول رئيس لمجلس الشيوخ هو حبيب الله خان مروت بينما كان وسيم سجاد هو الرئيس الأطول خدمة. الرئيس الحالي لمجلس الشيوخ هو صادق سنجراني الذي تولى منصبه في 12 مارس 2018. وهو أول رئيس لمجلس الشيوخ من بلوشستان.

## قائمة رؤساء مجلس الشيوخ
مستقل
  التحالف الجمهوري الإسلامي/الرابطة الإسلامية الباكستانية (ن)
  الرابطة الإسلامية الباكستانية (ق)
  حزب الشعب الباكستاني
| الاسم | الاسم              | تولي المنصب    | ترك المنصب     | تاريخ الولادة والوفاة                | الحزب السياسي                     | الإقليم       |
| ----- | ------------------ | -------------- | -------------- | ------------------------------------ | --------------------------------- | ------------- |
| 1     | حبيب الله خان مروت | 6 أغسطس 1973   | 5 أغسطس 1975   | 5 ديسمبر 1978 (عن عمر ناهز 77 عاماً)  | حزب الشعب الباكستاني              | خيبر بختونخوا |
| 1     | حبيب الله خان مروت | 6 أغسطس 1975   | 4 يوليو 1977   | 5 ديسمبر 1978 (عن عمر ناهز 77 عاماً)  | حزب الشعب الباكستاني              | خيبر بختونخوا |
| 2     | غلام إسحاق خان     | 21 مارس 1985   | 20 مارس 1988   | 27 أكتوبر 2006 (عن عمر ناهز 91 عاماً) | مستقل                             | خيبر بختونخوا |
| 2     | غلام إسحاق خان     | 21 مارس 1988   | 12 ديسمبر 1988 | 27 أكتوبر 2006 (عن عمر ناهز 91 عاماً) | مستقل                             | خيبر بختونخوا |
| 3     | وسيم سجاد          | 24 ديسمبر 1988 | 20 مارس 1991   |                                      | الرابطة الإسلامية الباكستانية (ن) | البنجاب       |
| 3     | وسيم سجاد          | 21 مارس 1991   | 20 مارس 1994   |                                      | الرابطة الإسلامية الباكستانية (ن) | البنجاب       |
| 3     | وسيم سجاد          | 21 مارس 1994   | 20 مارس 1997   |                                      | الرابطة الإسلامية الباكستانية (ن) | البنجاب       |
| 3     | وسيم سجاد          | 21 مارس 1997   | 12 أكتوبر 1999 |                                      | الرابطة الإسلامية الباكستانية (ن) | البنجاب       |
| 4     | محمد ميان سومورو   | 23 مارس 2003   | 22 مارس 2006   |                                      | الرابطة الإسلامية الباكستانية (ق) | السند         |
| 4     | محمد ميان سومورو   | 23 مارس 2006   | 11 مارس 2009   |                                      | الرابطة الإسلامية الباكستانية (ق) | السند         |
| 5     | Farooq Naek        | 12 مارس 2009   | 11 مارس 2012   |                                      | حزب الشعب الباكستاني              | السند         |
| 6     | Nayyar Bukhari     | 12 مارس 2012   | 11 مارس 2015   |                                      | حزب الشعب الباكستاني              | السند         |
| 7     | رضا رباني          | 12 مارس 2015   | 11 مارس 2018   |                                      | حزب الشعب الباكستاني              | السند         |
| 8     | صادق سنجراني       | 12 مارس 2018   |                |                                      | مستقل                             | بلوشستان      |

## وصلات خارجية
- Senate of Pakistan